# Baclayon
Baclayon es un municipio filipino de cuarta clase, perteneciente a la provincia de Bohol, en las Bisayas Centrales.

## Toponimia
El lugar puede aparecer referido como «Baclayon» y «Badayon».

## Historia
Hacia mediados del siglo XIX, el lugar tenía contabilizada una población de 23 110 habitantes, repartidos en 2078 casas. Aparece descrito en el primer volumen del Diccionario geográfico, estadístico, histórico de las Islas Filipinas (1850) de Manuel Buzeta Núñez y Felipe Bravo con las siguientes palabras:

BACLAYON llamado tambien BADAYON: pueblo con cura y gobernadorcillo, en la isla de Bohol ó Bojol, prov. y dióc. de Cebú: se halla sit. en los 127° 22' long., 9° 48' lat., en la parte meridional de la isla, en terreno montuoso y pedregoso: disfruta de buena ventilacion, y clima, aunque muy cálido, bastante saludable; no padeciéndose por lo comun otras enfermedades, que calenturas intermitentes y cólicos, producidas por las lluvias y malos alimentos. Este pueblo pasó á la administracion de los PP. Recoletos, en el año de 1769, y en el dia tiene como unas 2,078 casas de sencilla construccion, distinguiéndose algunas de buena fábrica, entre las cuales las mas notables son la casa parroquial y la llamada tribunal; hay cárcel, y escuela de primeras letras, dotada de los fondos de comunidad, á la que concurren muchos alumnos de ambos sexos, con una magnífica y fuerte igl. parr. de mampostería muy capaz, bajo la advocacion de Ntra. Sra. de la Concepcion, servida por un cura regular. Contiguo á esta se halla el cementerio en buena situacion y ventilado. Se comunica este pueblo con sus limítrofes por medio de buenos caminos, y recibe la correspondencia de la cabecera de la prov. Confina el term. con el de Loay, cuyo pueblo dist. 3 leg., y con el de Tagbilaran, que está á 1 leg. El terreno es montuoso y pedregoso, fecundo en cocos y cacao. Los naturales se ocupan especialmente en la agricultura; su industria consiste en algunos tejidos ordinarios, y comercian con el sobrante de sus productos naturales y fabriles. pobl. 12,46 alm., 2,311 trib., que ascienden á 23,110 rs. plata, equivalentes á 57,775 rs. vn.
(Buzeta y Bravo, 1850, pp. 318-319)

En 2020, tenía censados 22 461 habitantes.